# Grassette à éperon étroit
Pinguicula leptoceras
Espèce
La Grassette à éperon étroit ou grassette à éperon grêle (Pinguicula leptoceras) est une espèce de plantes à fleurs de la famille des Lentibulariacées. C'est une plante herbacée vivace et  un orophyte alpin insectivore originaire d'Europe (Autriche, France, Italie, Suisse). Elle est proche de la grassette commune.